# Bandera de Álava

Bandera de Álava.

La bandera de Álava es el símbolo vexilológico oficializado por la Diputación Foral de Álava. Compuesta por el Escudo de Álava sobre fondo carmesí. Oficialmente la Norma foral 14/1993 la define así:

La bandera del Territorio Histórico de Álava es de color carmesí, figurando en el centro de la misma, y en ambas caras, el Escudo del Territorio Histórico.

Se corresponde el color carmesí al PANTONE 220-C, compuesto de 16 partes de Pantone Rubine Red 97.0 y 1/2 parte Pantone Black 3.0.
Norma 14/1993

El color carmesí es utilizado a menudo por las instituciones medievales pertenecientes a la Corona de Castilla.